# Jin Shin Jyutsu
Jin Shin Jyutsu (jap. 仁神術 jinshinjutsu) ist eine alternativmedizinische Behandlung, die mit der Berührung von Meridianpunkten arbeitet, ähnlich der Akupunktur. Sie soll als „Harmonisierungskunst“ zur Harmonisierung der Lebensenergie im Körper (Qi, chinesisch 氣 / 气, japanisch 気 ki) dienen. Es wird im deutschen Sprachraum auch als Strömen bezeichnet. Das Verfahren ist wissenschaftlich nicht belegt.

## Name
Der Name setzt sich zusammen aus den Schriftzeichen für „Barmherzigkeit“ (仁), „Gott“ (神) und „Kunst“ oder „Technik“ (術) zusammen, die in On-Lesung als jin, shin und jutsu gelesen werden. „Jyutsu“ ist eine Nichtstandardtranskription, die die Hepburn- (jutsu) und die Nippon-/Kunrei-Umschrift (zyutsu) verquirlt. Ausgesprochen wird jinshinjutsu /⁠ʑiɴɕiɴʑɯt͡sɯ⁠/.

## Methode
Jin Shin Jyutsu arbeitet mit angenommenen Qi-Meridianen („Energiebahnen“), auf denen sechsundzwanzig sogenannte „Sicherheitsenergieschlösser“ liegen. Qi soll nach Ansicht der Anwender Leben in den menschlichen Körper bringen, ihn auf „energetischer und feinstofflicher Ebene“ bauen und reinigen. Sind eines oder sind gar mehrere dieser Energieschlösser in Disharmonie, unterbreche die sich daraus ergebende Stagnation den Qi-Fluss in der betreffenden Zone, was sich auf den ganzen Körper auswirke.
Jin Shin Jyutsu soll funktionieren, indem man bestimmte Kombinationen dieser Sicherheitsenergieschlösser mit den Händen hält. Dies soll den Behandelten seelisch, körperlich und geistig harmonisieren. Jin Shin Jyutsu kann sowohl in der Selbsthilfe, als auch durch entsprechend ausgebildete Autorisierte Praktiker/-innen angewandt werden. Weder die Methode noch die Ausbildungen sind standardisiert. Wirksamkeitsbelege gibt es praktisch nicht; es wurden nur Einzelanwendungen und Kleinserien publiziert.

## Geschichte
Jin Shin Jyutsu geht auf den Japaner Jirō Murai (村井 次郎; 1886–1960) zurück, der behauptete, sie im Kojiki, einem alten japanischen Geschichtswerk, wiederentdeckt zu haben. In den Westen gelangte diese Kunst durch seine Schülerin Mary Burmeister (* 21. Oktober 1918 in Seattle, † 27. Januar 2008).